# Theonila Roka Matbob
Theonila Roka Matbob (née en 1990) est une femme politique de la région autonome de Bougainville.

## Biographie
Roka Matbob est originaire de Ioro, au centre de l'île de Bougainville. Elle grandit pendant la guerre civile de Bougainville.
Elle étudie à l'université du Verbe divin (en) puis à l'université de Goroka. Elle ouvre ensuite un centre de formation et de conseil à Iora.
Elle se présente dans la circonscription d'Ioro aux élections législatives bougainvillaises de 2020 et est élue députée à la Chambre des représentants de Bougainville. Elle devient ministre de l'éducation de la région autonome, étant avec Yolande Geraldine Paul (en) l'une des deux femmes nommées pour soutenir le président Ishmael Toroama,.
En septembre 2020, elle fait partie d'un groupe d'habitants de Bougainville qui poursuivent l'entreprise Rio Tinto pour les dégradations environnementales causées par l'exploitation de la mine de cuivre de Panguna.